# Cratere Alencar
Alencar è un cratere d'impatto presente sulla superficie di Mercurio, a 63,63° di latitudine sud e 103,77° di longitudine ovest. Il suo diametro è pari a 106 km.
Il cratere è dedicato al romanziere brasiliano José de Alencar.